# Agromyza cercispinosa
Agromyza cercispinosa este o specie de muște din genul Agromyza, familia Agromyzidae, descrisă de Mitsuhiro Sasakawa în anul 2005. Conform Catalogue of Life specia Agromyza cercispinosa nu are subspecii cunoscute.